# Corinne Breuzé

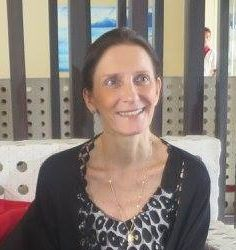
Corinne Breuzé (2016)

Corinne Breuzé (* 7. November 1959) ist eine Diplomatin (Gesandte zweiter Klasse) aus Frankreich.

## Werdegang
Neben Französisch spricht Breuzé Deutsch, Englisch, Arabisch, Italienisch und Portugiesisch. Sie hat ein Diplom in moderner Literatur und in Arabisch und einen Abschluss des Institut national des langues et civilisations orientales.
Von 1984 bis 1985 arbeitete sie in der Zentralverwaltung mit Schwerpunkt Nordafrika und Naher Osten. Bis 1986 war sie dann zweite Botschaftssekretärin  und bis 1988 erste Botschaftssekretärin in Tripolis (Libyen). Darauf folgte das Amt der stellvertretenden Konsulin im Konsulat in Rom (Italien) bis 1992. Zurück in der Zentralverwaltung war Breuzé bis 1994 zuständig für die Koordination der Personenfreizügigkeit innerhalb des Europäischen Wirtschaftsraums. 1994 war sie technische Beraterin im Büro des Ministers für europäische Angelegenheiten. Von 1994 bis 1995 war Breuzé stellvertretende Leiterin des Auswärtigen Dienstes, zuständig für Franzosen im Ausland und Ausländer in Frankreich.
Ab 1995 war Breuzé wieder im Ausland tätig. In Brasília diente sie bis 1997 als stellvertretende Kulturberaterin, bis 1999 als Beraterin für Kultur, Wissenschaft und Kooperation. Bis 2002 war Breuzé wieder in der Zentralverwaltung in der Funktion einer stellvertretenden Direktorin in der Konsularabteilung. Von 2002 bis 2005 übernahm sie das Amt des Generalkonsuls in Casablanca (Marokko) und wurde von 2005 bis 2007 Botschafterin in Kuwait. Dann wurde sie diplomatische Beraterin. Bis 2009 im Büro des Ministers für Immigration, Integration, nationale Identität und Ko-Entwicklung und zwischen Januar und August 2009 zusätzlich im Kabinett des Ministers für Arbeit, soziale Beziehungen, Familie, Solidarität und Städte.
Von 2009 bis 2012 war Breuzé Botschafterin im jordanischen Amman und wurde schließlich im Februar 2013 Botschafterin in Jakarta, mit Akkreditierung für Indonesien und Osttimor. Das Amt hatte sie bis 2016 inne. Hier wurde sie von Jean-Charles Berthonnet abgelöst.

## Auszeichnungen
- Chevalier de l‘ordre national du Mérite
- Chevalier de la Légion d’honneur